# Heitor Gomes
Heitor Vilela Gomes (Santos, 8 de abril de 1981) é um baixista e compositor brasileiro. Ficou conhecido por fazer parte das bandas Charlie Brown Jr. e CPM 22. 
Heitor é filho do renomado baixista brasileiro Chico Gomes. Começou a tocar com o Charlie Brown Jr. em 2005 até 2011. Tocou de julho de 2011 até o início do ano de 2016 no CPM 22. e após fez parte da banda Pavilhão 9 saindo no final de 2017. 
Heitor utiliza baixos Music Man StingRay 5, Fender Precision 4 e Gianninnis. Tem como influências seu pai, Chico Gomes, Marcus Miller, Stuart Hamm, Jaco Pastorius, Flea e Victor Wooten.
Heitor gravou em sua carreira 4 álbuns de estúdio e 4 álbuns ao vivo. É conhecido por ser um dos maiores baixistas da música nacional, vencendo, em 2010, junto com o Charlie Brown Jr, o Grammy Latino.
Em 2015, tocou no palco mundo do Rock in Rio com o Grupo CPM 22.

## Biografia
Heitor Vilela Gomes nasceu dia 8 de Abril de 1981 na cidade de Santos litoral do estado de São Paulo. Filho do renomeado Baixista "Chico Gomes" Heitor começou a ter contato com a música ainda muito cedo, chegando a começar a tocar baixo ainda na adolescência, e consequentemente formando suas primeiras bandas. Aos 20 anos Heitor Gomes já tinha destaque na noite, chegou a tocar um período com a banda Conexão Baixada e a gravar um EP nos Estúdios Midas, EP esse chamado "Estrada Azul" da banda Olhos de Carla. Heitor também chegou a tocar com uma banda chamada "Fusion" na qual tocou com o baterista Bruno Graveto, que depois mais tarde tocaria no Charlie Brown Jr.
Heitor Gomes torce para o Corinthians e mora atualmente em Santos. Heitor Gomes é pai de duas meninas: Alice e Beatriz. A mais nova, Beatriz, nasceu em 2016.

## Carreira

### Charlie Brown Jr.
Em um domingo de Carnaval, dia 6 de fevereiro de 2005 às 23 horas. Heitor em sua casa recebe uma ligação do baterista e seu amigo Pinguim Ruas, ele estava o convidando para no outro dia ensaiar com ele em São Paulo. Heitor então desmarcou um compromisso que tinha e na segunda chegou para ensaiar com Pinguim e Thiago Castanho
Heitor a princípio iria apenas tocar com Chorão em um projeto chamado "Chorão Tour 2005". Mas recebeu a notícia de que o Charlie Brown Jr. estava se separando, foi ai que Heitor recebeu o convite de Chorão para tocar com Pinguim Ruas e Thiago Castanho na nova formação do Charlie Brown Jr. Foram vários shows junto com o grupo, o que resultou no álbum Imunidade Musical que vendeu mais de 100 mil cópias e recebeu o prêmio da ABPD de disco de ouro à banda. 

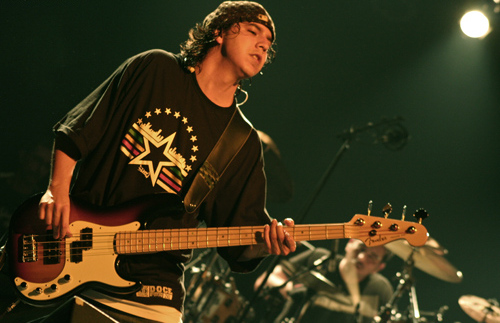
Heitor com o Charlie Brown Jr. em Guarulhos, São Paulo, em julho de 2008.

Em agosto do mesmo ano, com a produção do Rick Bonadio e com mais de 20 faixas, Heitor gravava seu primeiro disco com Charlie Brown Jr. Pode se notar várias técnicas como o Slap em músicas como: O Futuro é um Labirinto para quem não sabe o que Quer e O Nosso Blues. E a técnica de triplo domínio na música Senhor do Tempo. Neste mesmo ano Heitor ainda gravou o DVD Skate Vibration com a banda santista.
Em 2007 já consolidado na banda, Heitor grava o seu segundo disco junto com o Charlie Brown Jr, chamado Ritmo, Ritual e Responsa. Novamente a técnica de triplo domínio se faz presente em músicas como: Sem medo da escuridão e Café Fundation.
Em 2008, Heitor ainda gravou um DVD ao vivo com a banda, chamado Ritmo, Ritual e Responsa ao Vivo e uma coletânea chamada Charlie Brown Jr - Perfil.
Em 2009 sai o baterista Pinguim e entra seu amigo Bruno Graveto (que já havia tocado com Heitor na banda Fusion). Heitor e a banda gravam o terceiro álbum chamado Camisa 10 Joga Bola Até na Chuva, que rendeu, além do disco de platina, um Grammy Latino à banda.

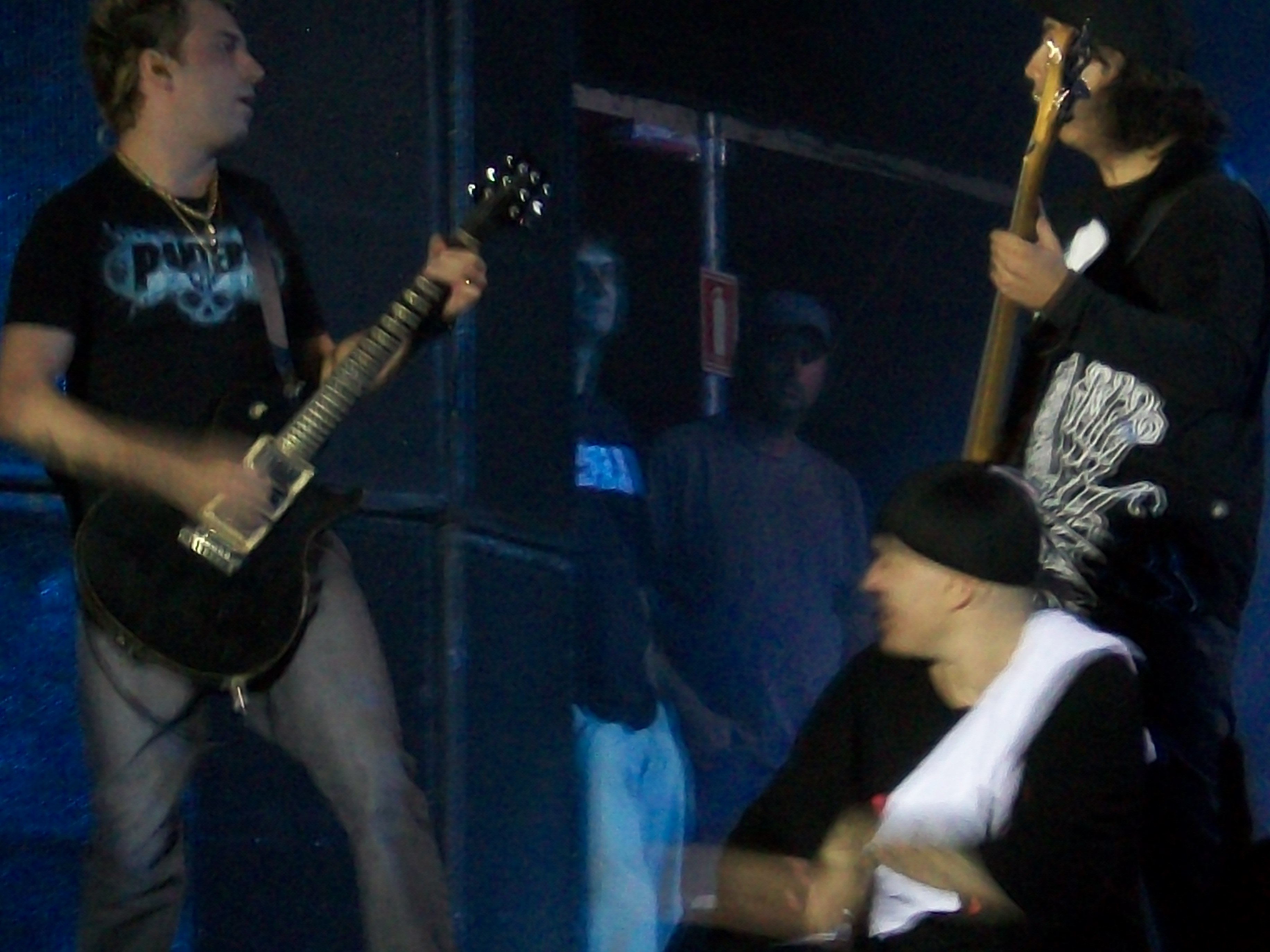
Heitor Gomes ao lado do guitarrista Thiago Castanho e do vocalista Chorão em 2011.

Em 2011 Heitor sai da banda de forma amigável, sem briga. Houve interesse de saída da sua parte e da parte da banda. Já que após sua saída houve o retorno do consagrado músico Champignon. No período entre 2005 e 2011 no Charlie Brown Jr, Heitor gravou 3 álbuns de estúdio, 2 álbuns ao vivo, e aparece nos videoclipes "Ela Vai Voltar", "Lutar pelo que é Meu", "Me Encontra", "É Quente", "Só os Loucos Sabem" e "Não Viva em Vão". em 2013 apareceu no clipe Um dia a Gente se Encontra junto com Japinha em homenagem a Chorão.
CPM 22:
Heitor passou a integrar o CPM 22 em 2011. Apenas uma semana após sair do Charlie Brown Jr, Assumindo o baixo do grupo após a saída de Fernando Sanches do CPM.
Heitor já conhecia Badaui e Japinha, mas foi o guitarrista Luciano Garcia que ligou para Heitor o convidando para um ensaio. Segundo o vocalista Badaui, quando Fernando saiu eles pensaram em vários baixistas para integrar o grupo, mas após um ensaio com Heitor viram que ele era um grande baixista e logo passou a tocar junto com a banda por todo o Brasil.
Heitor finalizou com o grupo a turnê "Depois de um Longo Inverno". Com a banda paulista Heitor gravou 2 DVDs, um em formato acústico em 2013, e um ao vivo no Rock in Rio palco mundo de 2015 (em comemoração aos 20 anos da banda). Heitor jogou junto com a banda no programa Rockgol da MTV, Heitor marcou um gol que ajudou a banda a vencer o campeonato de futebol de bandas no ano de 2013.
Heitor também aparece em cenas do clipe "Abominável" como um prisioneiro junto com a banda. 
Em 2016 foi substituído por Fernando Sanches que voltava ao grupo. A saída de Heitor do CPM nunca foi bem explicada. 
Após sua saída do CPM 22, ingressou o Pavilhão 9 e em 2017 gravou o álbum Antes, Durante e Depois. Deixou o grupo no mesmo ano, sem dar mais esclarecimentos.

## Atualmente
Após sua saída do Pavilhão 9, começou seu projeto solo chamado Gomes do 8. onde desenvolve músicas famosas na técnica de triplo domínio em um baixo de 8 cordas. As músicas são encontradas nos streamings e em seu canal no YouTube.
Em 2019, juntou-se com Marcão e Pinguim, ambos ex-membros do Charlie Brown Jr., fazendo shows por todo o país, tocando músicas do grupo em homenagem a Chorão. Neste novo projeto, a banda se apresentou no Rock in Rio VIII.

## Discografia

### Charlie Brown Jr.

#### Álbuns de estúdio
- (2005) Imunidade Musical
- (2007) Ritmo, Ritual e Responsa
- (2009) Camisa 10 Joga Bola Até na Chuva

#### Álbuns ao vivo
- (2008) Ritmo, Ritual E Responsa (Ao Vivo) (gravado em 2007)
- (2021) Chegou Quem Faltava (Música Popular Caiçara) (gravado em 2011)

### CPM 22

#### Álbuns ao vivo
- (2013) CPM 22 Acústico
- (2016) CPM 22 ao Vivo no Rock in Rio

### Pavilhão 9

#### Álbuns de estúdio
- (2017) Antes, Durante e Depois

## Participações especiais
- (2005) Álbum Pra Todo Mundo Ouvir da banda The Originals - participação especial nas faixas "Marcas do Que Se Foi" e "Elas Por Elas", tocando baixo.
- (2019) Álbum Ao Vivo da rapper Luana - participação especial na Faixa "Persistir e Conquistar", tocando baixo e fazendo beat-Box.
- (2019) Participação especial no videoclipe "Sorriso Dela", da banda DeltaZero13, tocando baixo.

## Prêmios

### Prêmios por vendas de discos
- 2005- Disco de Ouro da ABPD - Imunidade Musical

- 2005- Disco de Ouro da ABPD - Skate Vibration

- 2009- Disco de Platina ABPD - Camisa 10 (Joga Bola até na Chuva)

### Grammy Latino
- 2009- Grammy Latino (Melhor Disco de Rock do Brasil) - Camisa 10 (Joga Bola até na Chuva)

### Prêmio Multishow
- 2007- Música do Ano (Senhor do Tempo)

- 2008- Melhor Vídeoclipe (Pontes Indestrutíveis)

### Prêmio Rock Show
- 2010- Prêmio Rock Show, Homenagem do Ano.

- 2013- Prêmio Rock Show, Melhor Baixista (CPM 22).

- 2014- Prêmio Rock Show, Melhor DVD do Ano  (Acústico - CPM 22).

### Meus Prêmios Nick
- 2006- Meus Prêmios Nick, Vídeoclipe Favorito (Ela Vai Voltar).

### Site Uol
- 2013- Melhor Álbum de Rock Nacional - Acústico Cpm 22.

### MTV RockGol
- 2013- Campeão Junto do Cpm 22.